# 林洪 (1966年)
林洪（1966年9月—），广东惠州人，中山大学、中共广东省委党校肄业，1989年6月参加工作，1993年11月加入中国共产党，原惠州市人民政府副市长。

## 生平
1966年9月，林洪出生在广东省惠州市。1985年9月，林洪考入中山大学哲学系马列主义专业学习，1989年6月毕业后任佛山报社记者、编辑。
1991年7月，林洪进入政界，出任惠州市人大常委会办公室综合科科员。1994年12月升任副科长。1999年1月转任秘书科副科长，同年5月升任科长。2001年10月升任惠州市人大常委会办公室副主任。
2003年3月，林洪外放龙门县，出任县委常委、县委办主任，9月后兼任县政府党组成员。2004年1月，林洪任龙门县委常委、常务副县长。2009年2月，林洪任龙门县委副书记、常务副县长。同年3月，林洪任龙门县委副书记、县长。2013年12月，林洪升任龙门县委书记、县长。2014年2月，林洪任龙门县委书记、县人大常委会主任。
2015年5月，林洪转任惠东县委书记。2016年3月兼任县人大常委会主任，同年11月退任县人大常委会主任。
2017年1月，林洪任惠州市人民政府副市长、惠东县委书记，4月退任惠东县委书记。林洪任副市长，分管市自然资源局（海洋局）、生态环境局、住房城乡建设局、交通运输局、城管执法局、林业局、代建局、市政园林事务中心、市容环境卫生事务中心、公路事务中心、港口航空铁路事务中心、住房公积金管理中心，市水务集团有限公司。

### 落马
2021年10月7日，林洪因涉嫌严重违纪违法，目前正接受广东省纪委监委纪律审查和监察调查。